# 크리스토퍼 그로테어
크리스토퍼 그로테어(독일어: Christopher Grotheer, 1992년 7월 31일~)는 독일의 스켈레톤 선수이다. 2022년 동계 올림픽 남자부 금메달을 획득했다.